# Jurinea kaschgarica
Jurinea kaschgarica là một loài thực vật có hoa trong họ Cúc. Loài này được Iljin mô tả khoa học đầu tiên năm 1928.